# Gruta do Bacaetava

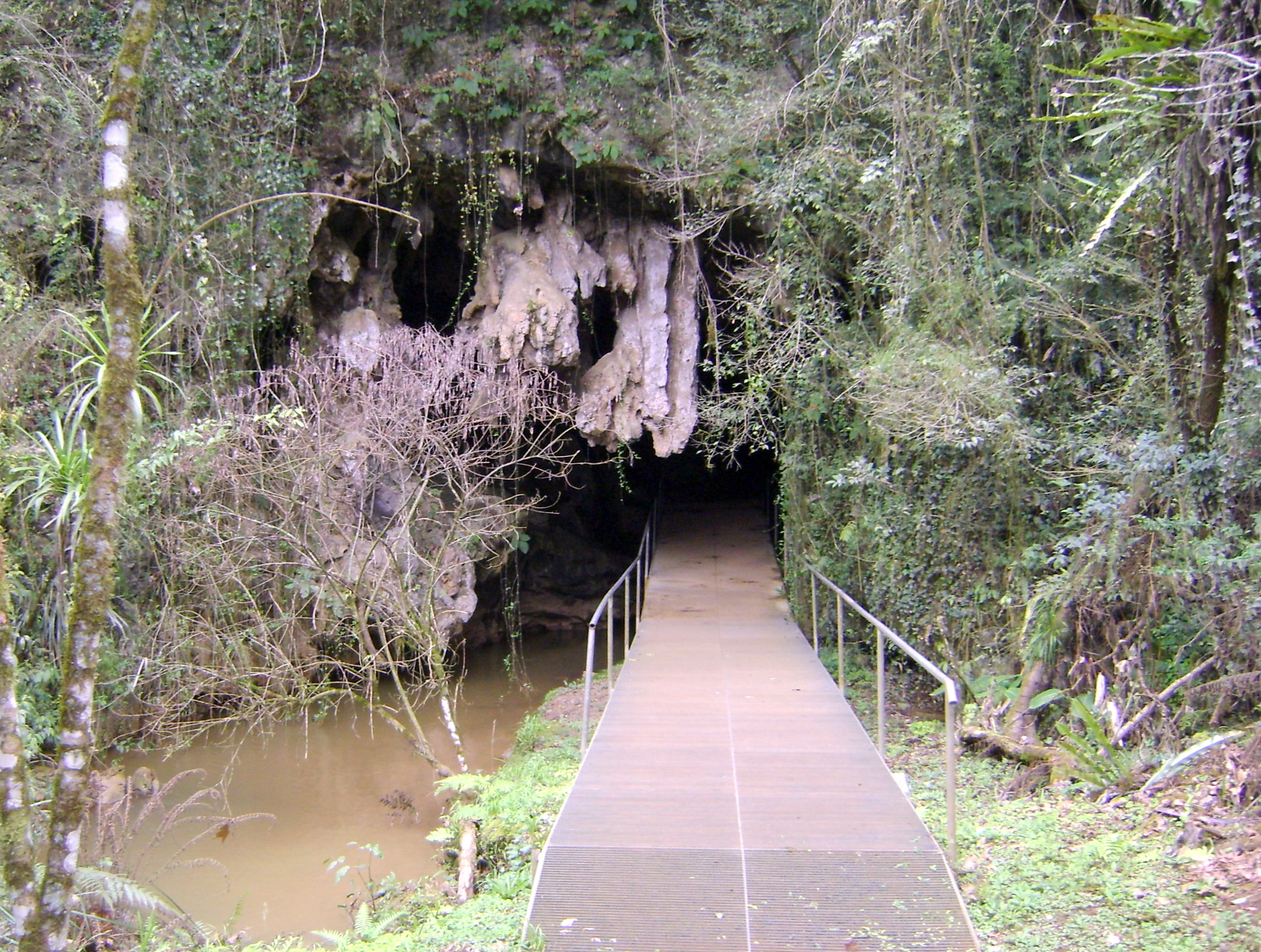
Entrada da Gruta.

A Gruta do Bacaetava, anteriormente grafada como Gruta do Bacaitava, é uma gruta do município de Colombo, no estado brasileiro do Paraná. Se encontra próxima à rodovia estadual PR-417, fazendo parte do Circuito Italiano de Turismo Rural de Colombo.
Descoberta entre o final do século XIX e início do século XX dentro das terras de propriedade do italiano Antônio Gasparin, durante a Segunda Guerra Mundial foi refugio de descendentes italianos que fugiam de perseguições e do alistamento. Após Gasparin doar o terreno e a gruta para a Igreja matriz de Colombo e esta repassá-los para a Santa Casa de Misericórdia de Colombo, em 2000 o município comprou e transformou o local no Parque Natural Municipal Gruta do Bacaetava, que hoje é uma das principais atrações turísticas da cidade.

## Topografia
A gruta foi formada pela ação do Rio Bacaetava, que ainda corre pelo seu interior no sentido leste-oeste, ao longo de 600 milhões de anos. Foi uma das primeiras cavernas a serem mapeadas no Paraná, com seu primeiro levantamento publicado em 1965 por P. A. Martin e C. M. Castro. Em 1976, um novo mapeamento foi realizado, dividindo a gruta em "Bacaitava I" e "Bacaitava II", uma galeria superior de difícil acesso. Em 1994, um estudo do Grupo de Estudos Espeleológicos do Paraná - Açungui concluiu se tratar de apenas uma caverna, pois foi descoberta uma conexão interna entre as duas galerias. Alguns anos mais tarde, o GEEP - Açungui realizou um novo mapeamento da caverna, em preparação à implantação de estruturas de visitação na caverna, definidas em um plano de manejo e fazendo parte do recém-criado Parque Natural Municipal Gruta do Bacaetava.